# Обмен веществ (картина Мунка)
Обмен веществ (норв. Stoffveksling), полное название Обмен веществ. Жизнь и смерть (норв. Stoffveksling. Liv og død) — картина норвежского художника-экспрессиониста Эдварда Мунка, законченная в 1898 или 1899 году и входившая в цикл «Фриз жизни». В настоящее время хранится в Музее Мунка.
Сюжетно картина представляет собой парафраз библейского предания об Адаме и Еве, к которому художник уже обращался в картине «Ревность», и изображает обнажённых мужчину и женщину, стоящих в сумерках под большим деревом. Критики отмечают также композиционные и сюжетные пересечения с картиной «Глаза в глаза», которая выставлялась в составе «Фриза жизни» в его первом разделе «Рождение любви». О картинах из раздела «Рождение любви» (таких, как «Голос» или «Танец на берегу») напоминает и лесной пейзаж в сумеречном или лунном свете. Тем не менее, в «Фризе жизни» «Обмен веществ» входил в заключительный раздел «Смерть» и представлял собой своеобразную кульминацию всего цикла: название «Обмен веществ» отсылает к круговороту рождения и смерти, который осуществляется благодаря любви между мужчиной и женщиной. Своего рода комментарием к названию картины служит резная рама, сделанная самим художником: в нижней ее части изображены два черепа (человеческий и какого-то животного), символически питающие корни дерева, у которого стоят герои, а в верхней — городской пейзаж, обозначающий человеческую цивилизацию. Изначально в центре картины, между мужчиной и женщиной, был изображён человеческий эмбрион, но между 1915 и 1918 годами картина была переработана, хотя смутные очертания эмбриона до сих пор можно разглядеть в средней части ствола дерева. С конца 1920-х годов и вплоть до 1970-x картина выставлялась без оригинальной рамы, из-за чего смысл названия картины оставался неясным. 
Художник неоднократно возвращался к этому мотиву в ряде графических произведений: на некоторых из них из костей, лежащих в корнях дерева, прорастают цветы, на других из погребенного в земле тела мертвой матери (напоминающей о картине «Девочка у постели умершей матери») «прорастают» зародыши или младенцы. Тем не менее, других живописных вариантов этого сюжета Мунк не создал (в отличие от других важных для него мотивов —таких, как «Ревность» или «Крик»).

## Галерея

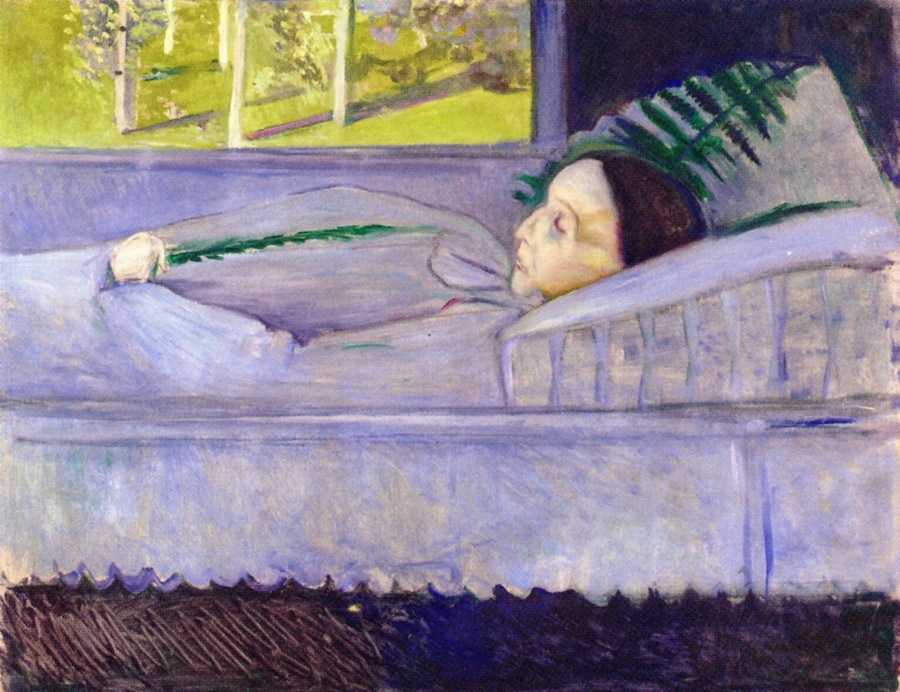
«Смерть и весна» (1893)
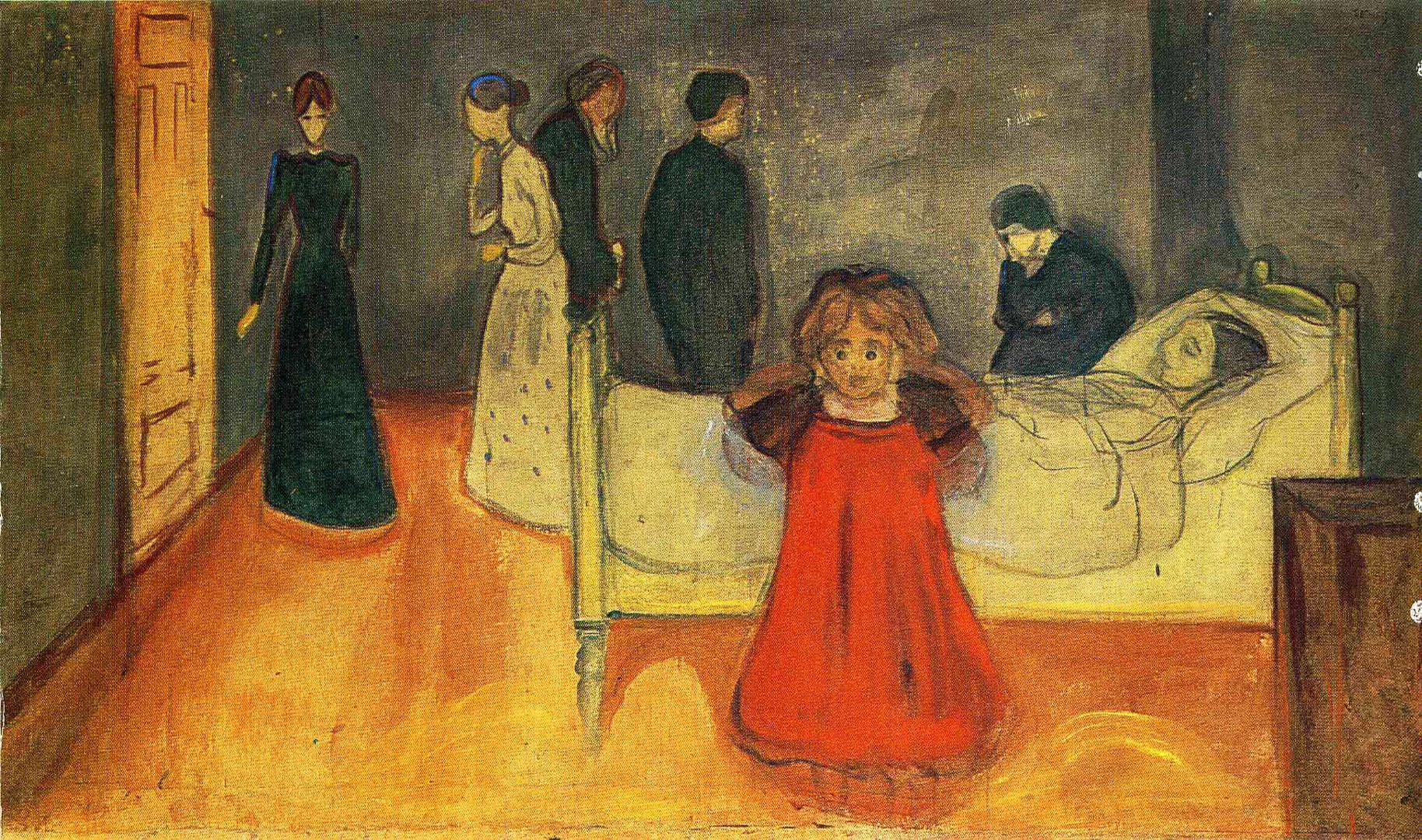
«Девочка у постели умершей матери» (1899)
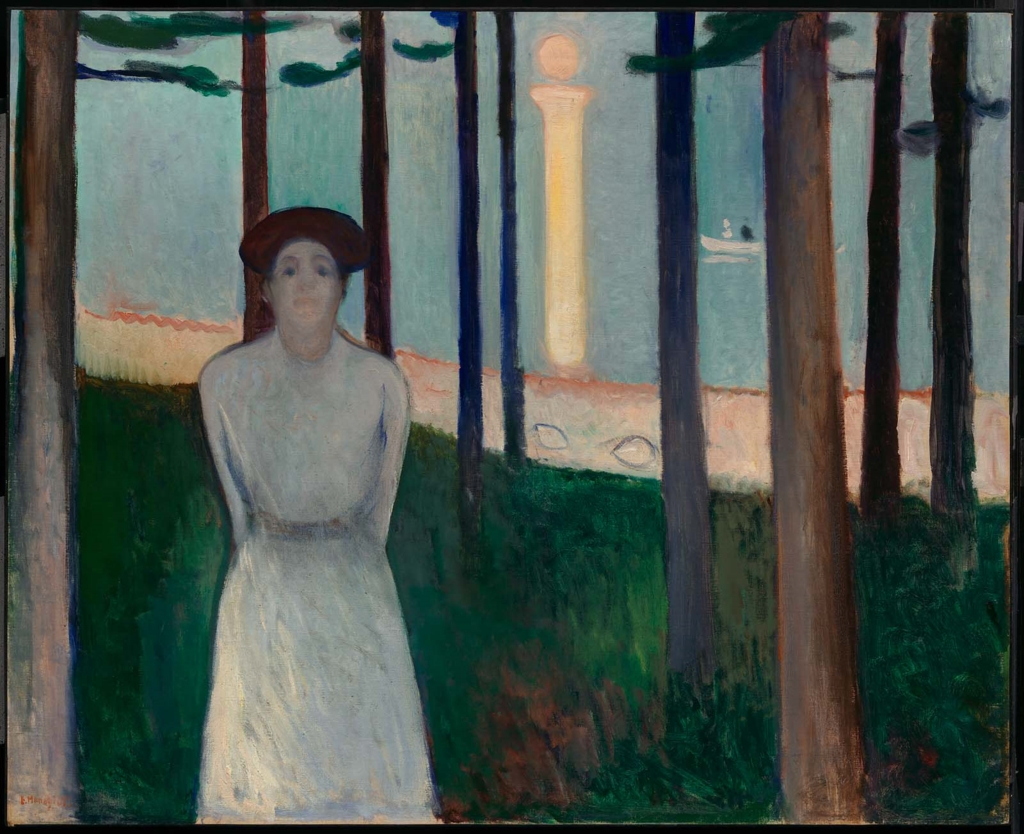
«Голос» (1893)
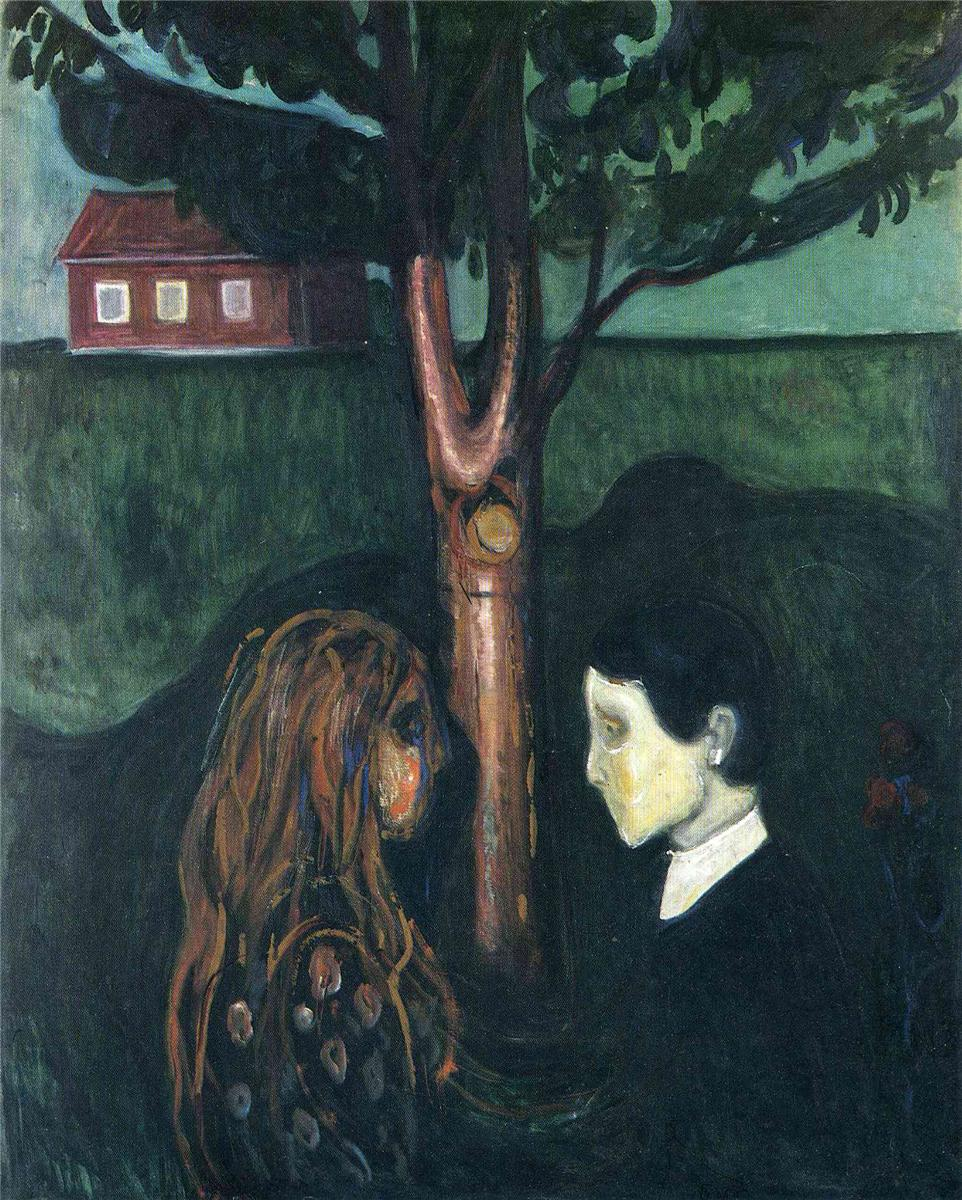
«Глаза в глаза» (1899)
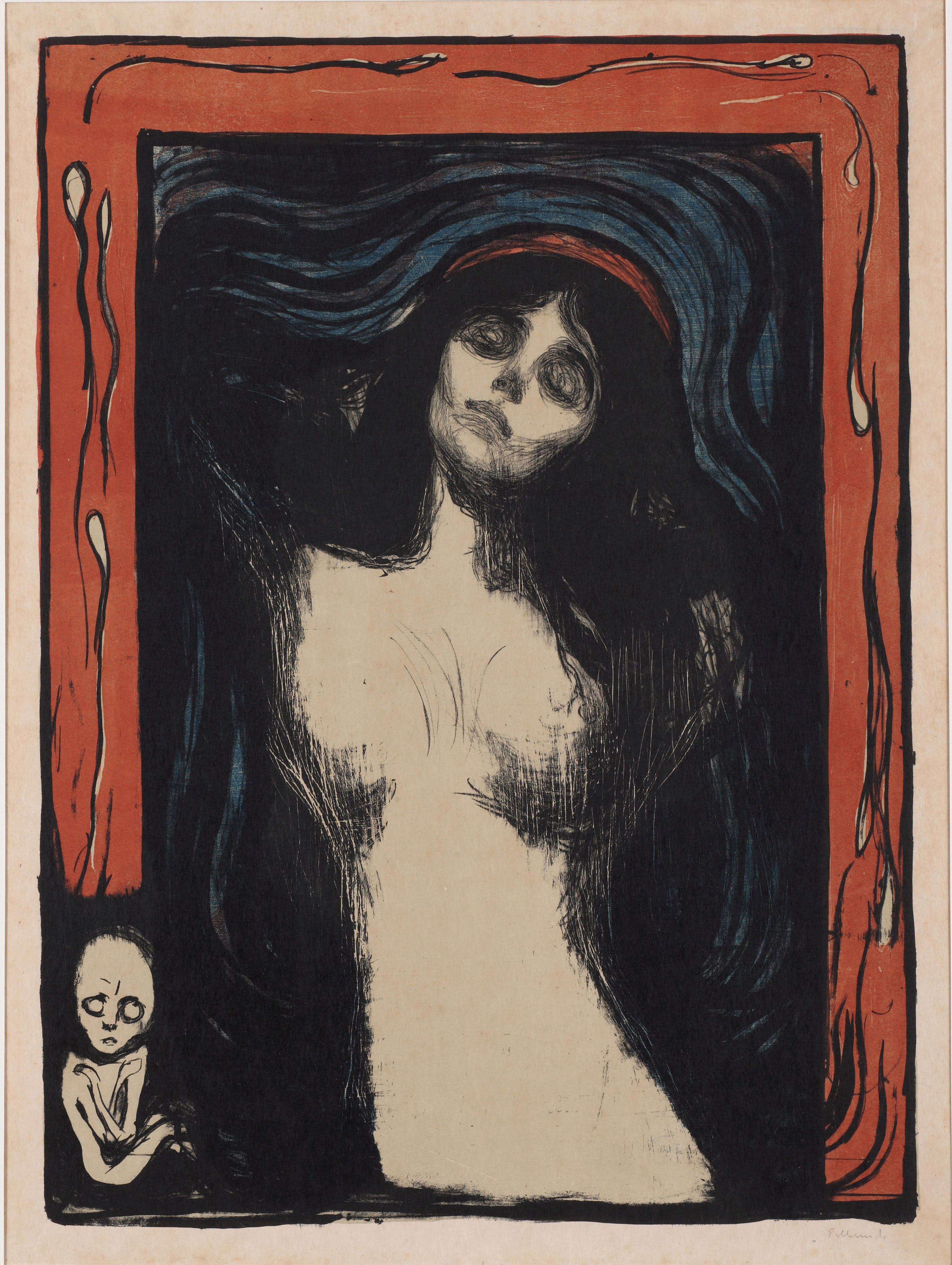
«Мадонна» (между 1895 и 1902)
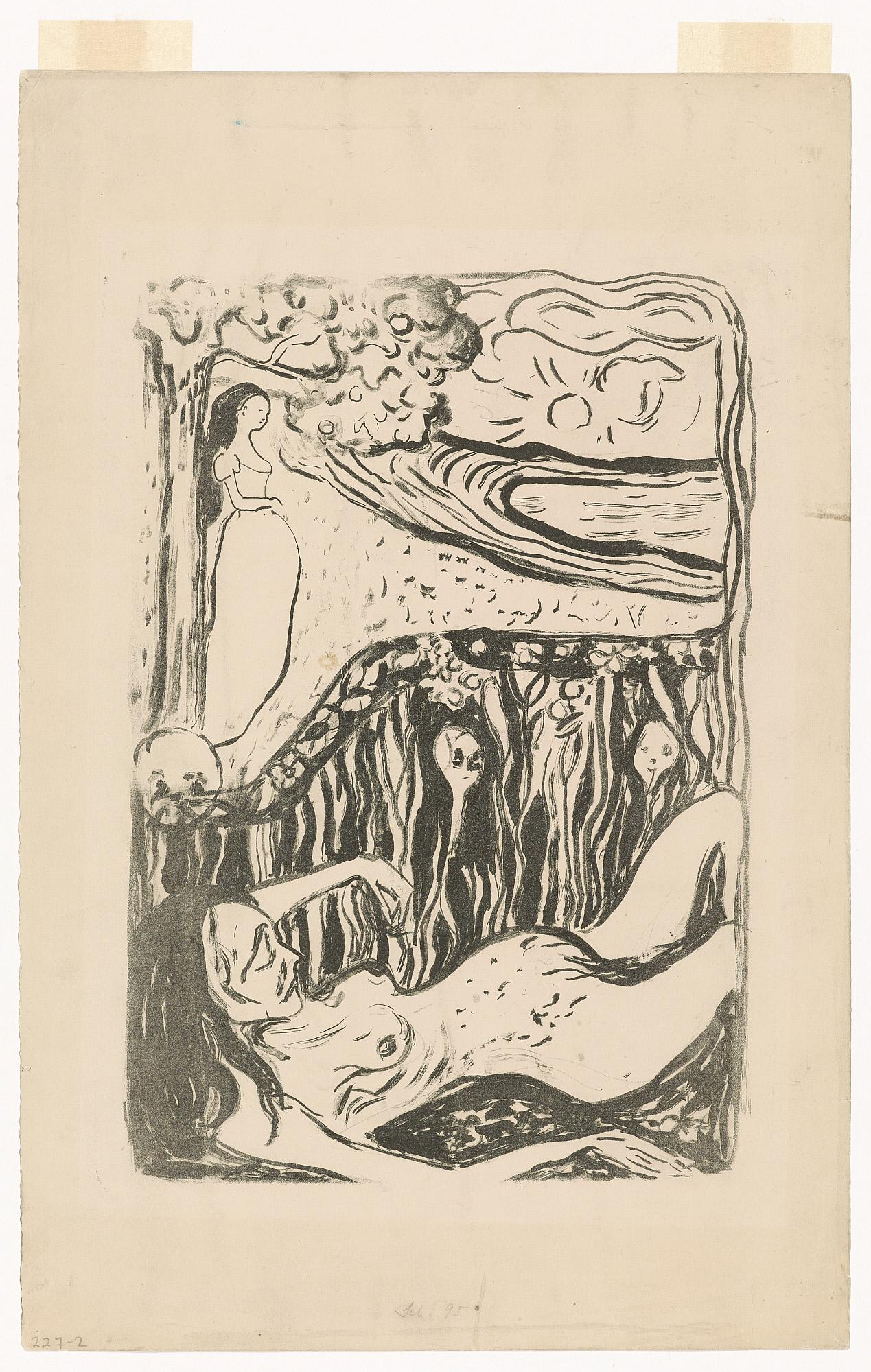
«Обмен веществ» (1897)
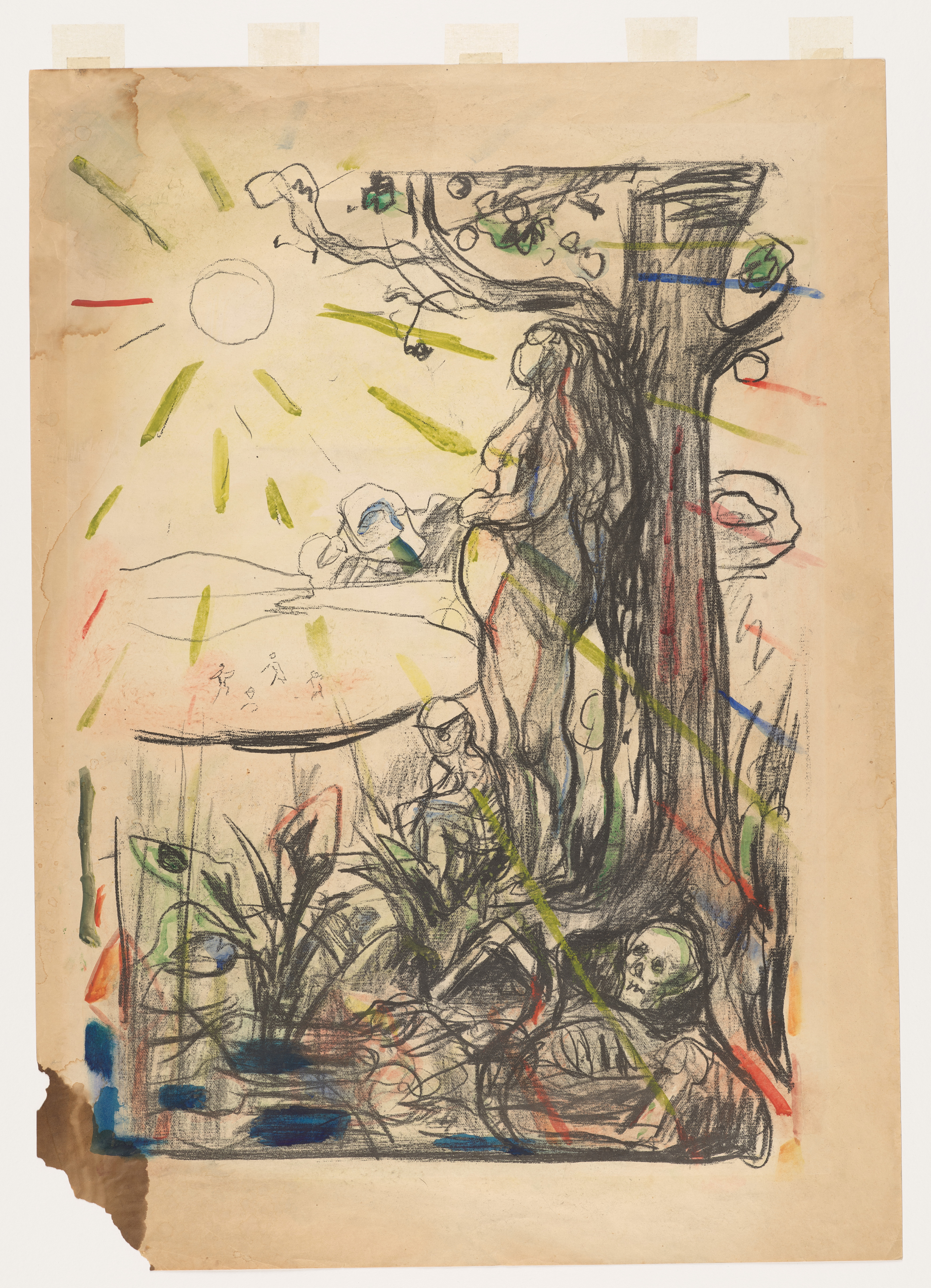
«Обмен веществ» (1911)